# Emperor Tomato Ketchup
Emperor Tomato Ketchup è il quarto album discografico in studio del gruppo musicale inglese Stereolab, pubblicato nel 1996.

## Tracce
1. Metronomic Underground – 7:55
2. Cybele's Reverie – 4:42
3. Percolator – 3:47
4. Les Yper-Sound – 4:05
5. Spark Plug – 2:29
6. OLV 26 – 5:42
7. The Noise of Carpet – 3:05
8. Tomorrow Is Already Here – 4:56
9. Emperor Tomato Ketchup – 4:37
10. Monstre Sacre – 3:44
11. Motoroller Scalatron – 3:48
12. Slow Fast Hazel – 3:53
13. Anonymous Collective – 4:32

## Formazione[1]
- Lætitia Sadier - voce, strumenti vari
- Tim Gane - chitarra, tastiere varie
- Andy Ramsay - batteria, programmazione
- Mary Hansen - chitarra, voce
- Duncan Brown - basso
- Morgan Lhote - tastiere
- Sean O'Hagan - arrangiamenti archi, piano elettrico, organo, vibrafono
- Marcus Holdaway, Sally Herbert, Mandy Drummond, Meg Gates - archi
- Ray Dickarty - sax
- John McEntire (Tortoise) - vibrafono, chitarra, sintetizzatori, maracas, tamburello